# Homalium guianense
Espèce
Statut de conservation UICN

 LC  : Préoccupation mineure
Synonymes
Selon Tropicos (24 mars 2022) :
- Homalium densiflorum Spruce ex Benth.
- Homalium napimoga Spreng.
- Homalium puberulum Klotzsch ex Eichler
- Homalium racoubea Sw.
- Napimoga guianensis Aubl.
- Racoubea guianensis Aubl. - basionyme

Selon GBIF (24 mars 2022) :
- Homalium chocoense Cuatrec.
- Homalium densiflorum Spruce
- Homalium densiflorum Spruce ex Benth.
- Homalium mattogrossense Malme
- Homalium napimoga Spreng.
- Homalium puberulum Klotzsch
- Homalium puberulum Klotzsch ex Eichler
- Homalium racoubea Sw.
- Homalium spicatum Lam.
- Homalium surinamense Steud.
- Homalium surinamensis Steud.
- Napimoga guianensis Aubl.
- Racoubea guianensis Aubl. - basionyme
- Tattia ignota J.F.Gmel.

Homalium guianense est une espèce de plantes à fleurs de la famille des Salicaceae (anciennement des Flacourtiaceae). C'est un arbre d'origine sud-américaine.
En Guyane, il est nommé Acomas a epis, Acomas en epis, Mavave, Maveve, Racoube de la Guiane. On rapporte au Suriname les noms de Bita hoedoe (Nenge tongo) et Aakubagoón (Saramaka : Akuba était un célèbre ancêtre Aukan du village de Mainsi, Tapanahoni). Au Venezuela, on l'appelle Dujo (Yekwana). Il est connu au Brésil sous les noms de Sardinheira, Turimã-branco (Portugais).

## Description
Homalium guianense est un petit arbre ou arbuste atteignant 25-30 m de haut.
La base du tronc est droite ou dotée de racines adventives, ou des contreforts.
Le rhytidome est de couleur gris clair, densément lenticellé, lisse.
Le phloème est de couleur brun clair, avec l'écorce vivante blanche, de couleur crème rousse.
Son bois est léger (densité : 0,56-0,66 g/cm3).
Les jeunes rameaux sont rougeâtres avec des lenticelles jaunes.
Les feuilles sont simples alternes, distiques, mesurant 8-14 x 4-7 cm, subglabres, chartacées, de forme elliptique à oblongue, obtuses courtement acuminées à l'apex, obtuses à la base, à marges dentelée et à pétioles allongés.
La nervure médiane est de couleur jaune, et saillante sur la face inférieure.
L'inflorescence est axillaire, organisée en panicules, en grappes, ou en longs épis flexueux.
Les fleurs sont blanches à vert jaunâtre, pubérulentes grisâtres, sessiles ou subsessiles à pédicellées, de symétrie 6(-7), longues de 1 mm.
Les pétales de forme triangulaire-ovale, sont longs de 2,5–3 mm.
Les étamines sont organisées en 2-4 fasceaux, avec des filets dépassant pour la plupart les pétales.
L'ovaire est villeux à l'extérieur et à l'intérieur, surmonté de 3 styles.
Les fruits sont des capsules, indéhiscentes, coriaces, mesurant 1 × 0,8 cm, et contienant 1 graine unique.
La graine, de forme oblongue-obovoïde, est longue de 2,5 mm,,,.

## Répartition
Homalium guianense est présent de la Colombie au Brésil en passant par le Venezuela, le Guyana, le Suriname, la Guyane, et le Pérou, mais aussi en Afrique (?).
D'après certaines sources, sa répartition s'étend depuis l'Amérique centrale (du sud du Mexique au Panama) jusqu'à l'ensemble de l'Amazonie : du Nord (Venezuela, Colombie, Guyanes, bassin supérieur du rio Negro), de l'ouest (pentes orientales des Andes jusqu'à la partie occidentale de l'Amazonie brésilienne, l'Amazonie équatorienne, péruvienne, bolivienne sud-colombienne, et l'Acre), et du centre (de la frontière occidentale du Brésil, Amazonas, jusqu'au bassin du Tapajós).
Une étude rapporte la présence (surprenante) de Homalium guianense à Bukit Batu Putih (Parc national de Bantimurung-Bulusaraung, Célèbes, Indonésie).

## Écologie
Homalium guianense est un arbre poussant au Venezuela dans les forêts de plaine caducifoliées à sempervirentes, les forêts ripicoles, généralement dans le sous-étage, autour de 50–400 m d'altitude.
Au Brésil, Homalium guianense est un arbre commun de la canopée supérieure des forêts secondaires tardives de basse várzea :
on le rencontre fréquemment dans les plaine inondable basse, où les forêts sont inondées de plus de 3,0 m de hauteur, durant à une période moyenne d'inondation de plus de 50 jours par an.
Il pousse dans les forêts secondaires âgées de 50-60 à 150 ans.
Il atteint la canopée supérieure, généralement avec une hauteur maximale des arbres supérieure à 25 m.
Il ne présente de chute de feuilles remarquable.
Son diamètre croît de 4,6 ± 1,1 mm/an en moyenne.
Homalium guianense est une espèce pionnière, zoochore, plutôt sciaphile,.
La structure du bois d’Homalium guianense a été étudiée,.
Homalium guianense est pollinisé par divers petits insectes.

## Utilisations
Il n'y a pas d'utilisation connue pour Homalium guianense.

## Protologue

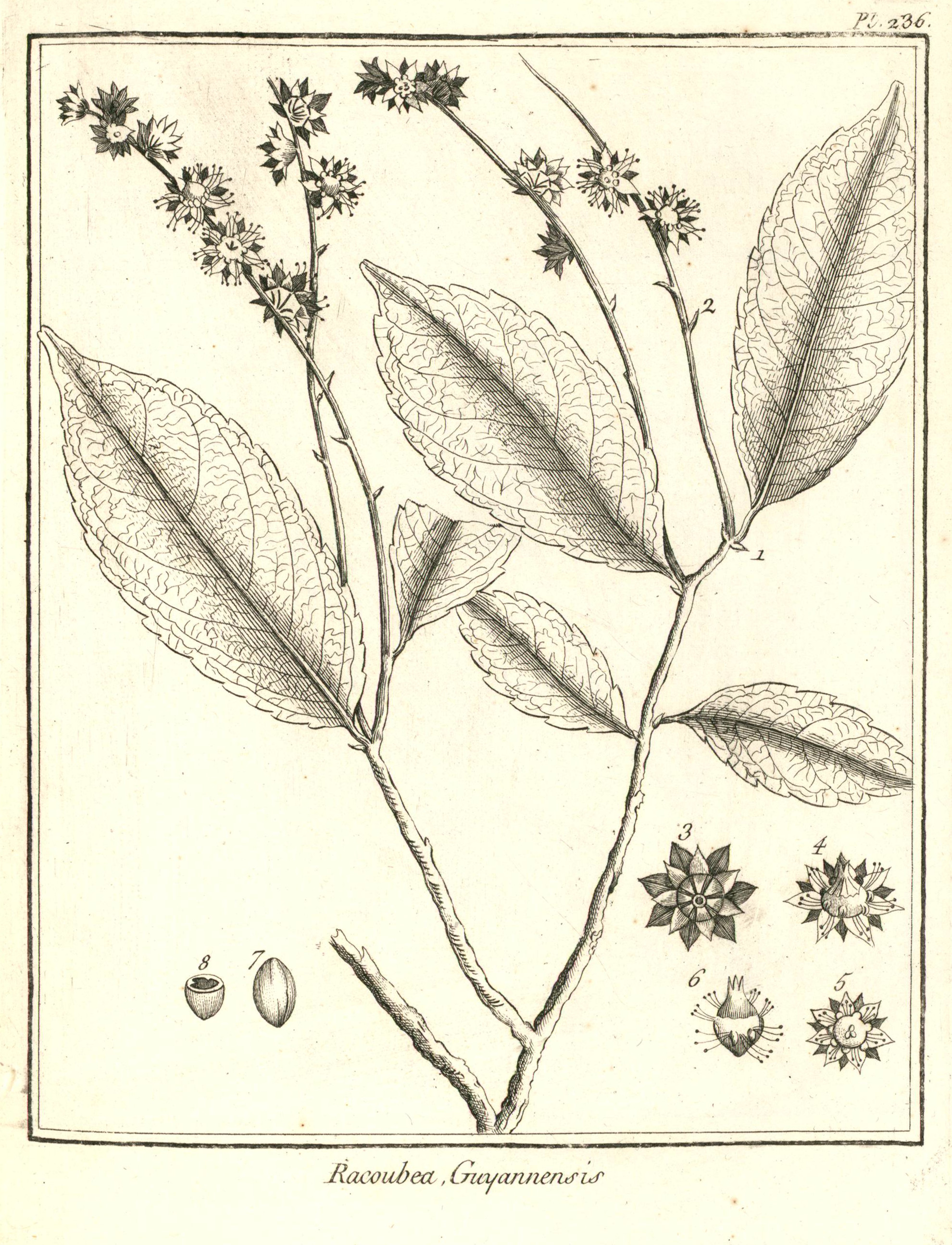
Homalium guianense par Aublet (1775)
Planche 236. - 1. Stipules. - 2. Écaille qui eſt à ſa baſe de la fleur. - 3. Calice vu par deſſous avec les pétales. - 4. Corolle épanouie. Étamines. Ovaire. Stigmates. - 5. Corolle épanouie à laquelle on a coupe l'ovaire en travers pour faire voir les ſept glandes qui l'entourent. - 6. Piſtil. Étamines. - 7. Capſule. - 8. Capſule couple en travers.

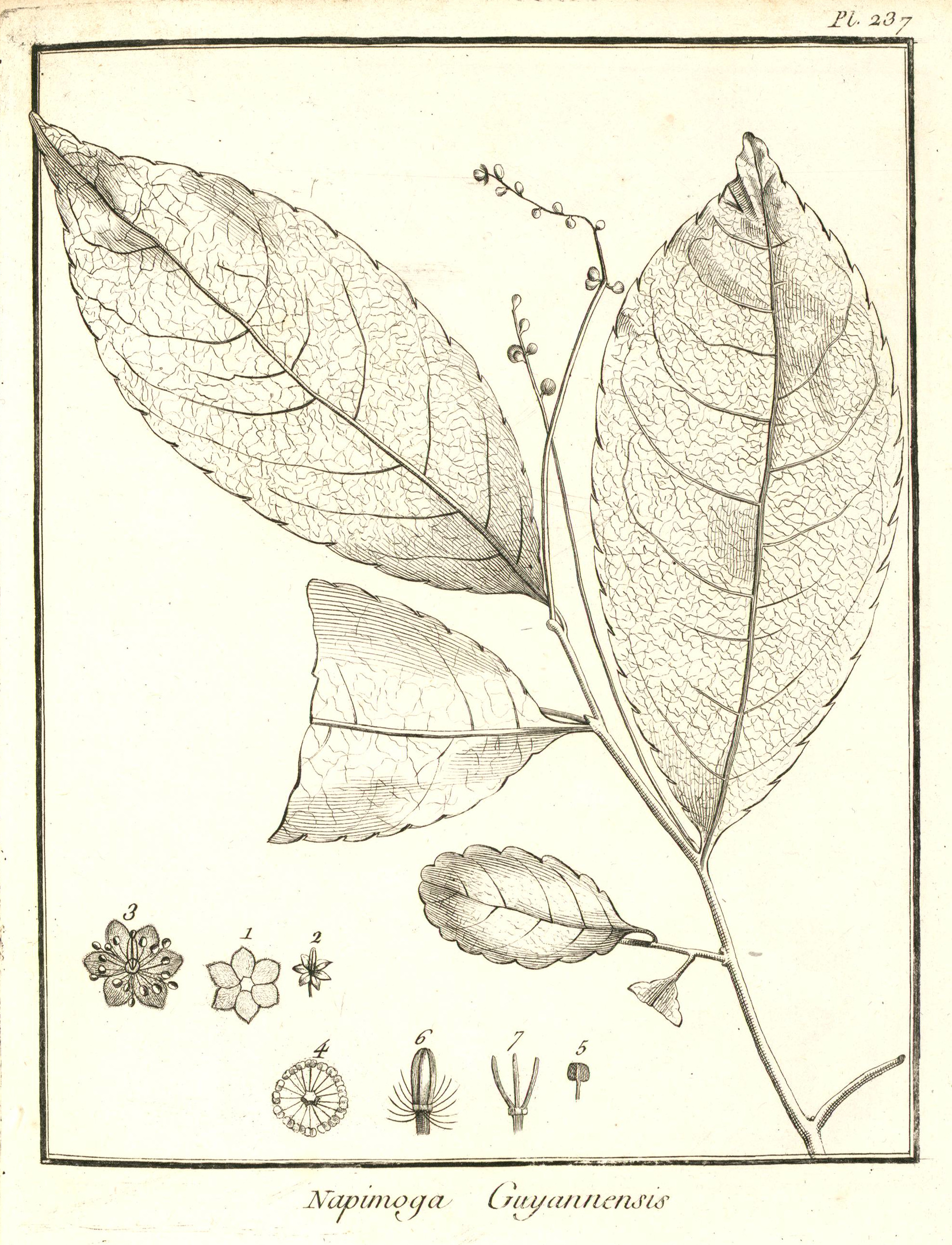
Homalium guianense par Aublet (1775)
Planche 237. On a repréſenté les feuilles & les épis de fleurs de grandeur naturelle. L'on a groſſi conſidérablement la fleur & ſes parties détachées.
1. Calice. Diſque. - 2. Calice de grandeur naturelle. Styles. - 3. Corolle épanouie. - 4. Étamines ſéparées, attachées au diſque. - 5. Étamine ſéparée groſſie. - 6. Styles réunis. débris des étamines groſſis. - 7. Styles ſéparés groſſis.

En 1775, le botaniste Aublet propose le protologue suivant :
« RACOUBEA Guianenſis. (Tabula 236.)

Frutex trunco quadri-pedali. Rami ſex vel octo-pedales, tortuoſi. Folia alterna, petiolata, glabra, rigida, ovata, dentata, obtuse acuta. Stipulæ binæ, exiguæ, ad baſim petiolorum. Flores in Ipica terminali aut axillari, ſeſſiles, alterni, remoti, e ſinuſquamulæ exeuntes. Corolla lutea.
Florebat, fructumque ferebat Maio.
Habitat in ſylvis comitates de Gêne dicti.
LE RACOUBE de la Guiane. (Planche 236.)
Le tronc de cet arbrisseau s'élève de trois à quatre pieds, & à environ quatre ou cinq pouces de diamètre. Son écorce eſt blanchâtre. Il pouſſe des branches tortueuſes & rameuſes, longues de ſept à huit pieds. Les rameaux ſont grêles, caſſants, garnis de feuilles alternes, vertes, liſſes, roides, dentelées, ovales, terminées par une pointe mouſſe. Leur pédicule eſt court, & eſt accompagné à ſa naiſſance de deux petites stipules qui tombent. De l’aiſſelle d'une feuille, à l'extrémité des rameaux, naît une tige longue, ample, grêle, ſur laquelle les fleurs ſont ſeſſiles, garnies à leur baſe d'une écaille, & rangées alternativement en forme d'épi.
Leur calice eſt d'une ſeule pièce, a ſept dentelures larges & aiguës, convexe en deſſous, marqué de ſept côtes ſaillantes qui ſe terminent chacune a une des dentelures.
Les pétales ſont au nombre de ſept, jaunes,aigus, attaches autour de l'ovaire, entre chacun deſquels eſt un petit corps jaune, glanduleux.
Les étamines ſont au nombre de vingt-une, diſtribuées trois à trois entre les ſept glandes, & couchées ſur les pétales. Leur filet eſt grêle, & l’anthère très petite.
Le piſtil eſt un ovaire arrondi, uni par ſa baſe avec le fond du calice. Il eſt couronne par trois ou quatre stigmates aigus.
L'ovaire, conjointement avec le calice, devient en muriſſant une capsule ligneuſe, ovoïde, a une ſeule loge remplie de menues semences.
J'ai trouvé cet arbriſſeau ſur l'habitation de Madame Gourde, dans le Comté de Gêne.
II étoit en fleur & en fruit dans le mois de Mai.
On emploie la racine de cet arbriſſeau en tiſanne pour guérir les gonorrhées.

Les Créoles appellent cet arbriſſeau MAVEVE, nom qu'ils donnent a pluſieurs plantes dont ils ſont uſage pour la cure de différences maladies. »
— Fusée-Aublet, 1775.
En 1775, le botaniste Aublet propose le protologue suivant pour Napimoga guianensis (synonyme de Homalium guianense) :
« NAPIMOGA Guianenſis. (Tabula 237.)

Arbor procera ; foliis alternis, ovatis, ſerratis ; stipulis duabus citó deciduis. Flores ſeſſiles, exigui, in ſpicam tenuem interruptam; diſpoſiti. Petala ſex, villoſa, ſubviridia. Fructus mini ignotus.
Florebat menſe Novembri.
Habitat in ſylvis Guianæ.
Nomen Caribæum NAPIMOGAl.
LE NAPIMOGAL de la Guiane. (Planche 237.)
le tronc de cet arbre s'élève à vingt-cinq pieds, plus ou moins, ſur un pied & demi de diamètre. Son écorce eſt rouſſâtre, ridée & gerſée. Son bois eſt blanchâtre, peu compacte. Il pouſſe à ſon ſommet des branches, les unes droites, d'autres inclinées, & preſque horiſontales, qui ſe répandent en tous ſens. Ces branches ſont chargées de rameaux garnis de feuilles alternes, vertes, Mes, dentelées, ovales, ovales, terminées en pointe mouſſe. Leur pédicule eſt grêle, très court, accompagne à ſa baſe de deux petites stipules qui tombent de bonne heure. On a repréſenté les feuilles & les épis de fleurs de grandeur naturelle.
Les fleurs naiſſent à l'aiſſelle des feuilles, ſur un pédoncule grêle dont le bout ſupérieur porte des fleurs ſeſſiles, écartées les unes des autres. Elles ſont ſoutenues chacune par une petite écaille.
Le calice eſt vert, d'une ſeule pièce, arrondi à ſa baſe en forme de coupe, diviſé profondément à ſon ſommet en ſix parties.
La corolle eſt a ſix pétales verdâtres, velus en deſſus, attaches par un onglet autour d'un diſque qui couvre l'ovaire. Chaque pétale s'incline ſur une des diviſions du calice.
Les étamines ſont au nombre de dix-huit rangées ſur le diſque à ſix angles. Leur filet est très court ; les anthères ſont ovoïdes, & à deux bourſes.
Le piſtil eſt un ovaire qui fait corps avec le fond du calice. Il eſt ſurmonté de trois styles, termines chacun par un stigmate obtus.
Je n'ai pas vu cet ovaire dans ſa maturité, & il étoit trop petit pour en pouvoir obſerver la ſtructure interne en le coupant.
Cet arbre eſt nommé NAPIMOGAL par les Galibis.
Je l'ai trouvé en fleur dans le mois de Novembre, dans les forêts qui répondent à la rivière de Sinémari, à cinquante lieues de ſon embouchure.

L'on a groſſi conſidérablement la fleur & ſes parties détachées. »
— Fusée-Aublet, 1775.